# Campionati europei di atletica leggera 2010 - 100 metri ostacoli
La competizione si è svolta tra il 30 ed il 31 luglio 2010.

## Record
Prima di questa competizione, il record del mondo (RM), il record europeo (EU) ed il record dei campionati (RC) sono i seguenti:
| Record                | Prestazione | Atleta                    | Data                                     | Competizione |
| --------------------- | ----------- | ------------------------- | ---------------------------------------- | ------------ |
| Record mondiale       | 12"21       | Yordanka Donkova Bulgaria | 20 agosto 1998 Stara Zagora, Bulgaria    |              |
| Record europeo        | 12"21       | Yordanka Donkova Bulgaria | 20 agosto 1998 Stara Zagora, Bulgaria    |              |
| Record dei campionati | 12"38       | Yordanka Donkova Bulgaria | 29 agosto 1986 Stoccarda, Germania Ovest | Europei 1986 |

## Programma
| Data           | Ora   | Turno      |
| -------------- | ----- | ---------- |
| 30 luglio 2010 | 10:00 | 1º turno   |
| 31 luglio 2010 | 19:05 | Semifinali |
| 31 luglio 2010 | 20:25 | Finale     |

## Risultati

### 1º turno
Passano i primi 3 in ogni batteria (Q) e i 4 migliori tempi (q)

#### Batteria 1
| Pos. | Corsia | Atleta            | Paese       | Tempo | Note |
| ---- | ------ | ----------------- | ----------- | ----- | ---- |
| 1    | 3      | Nevin Yanıt       | Turchia     | 12"89 | Q    |
| 2    | 8      | Alina Talai       | Bielorussia | 13"17 | Q    |
| 3    | 7      | Nadine Hildebrand | Germania    | 13"25 | Q    |
| 4    | 2      | Anne Zagré        | Belgio      | 13"31 |      |
| 5    | 6      | Irina Lenskiy     | Israele     | 13"41 |      |
| 6    | 4      | Marzia Caravelli  | Italia      | 13"50 |      |
| 7    | 5      | Jelena Jotanović  | Serbia      | 13"77 |      |

#### Batteria 2
| Pos. | Corsia | Atleta             | Paese      | Tempo | Note |
| ---- | ------ | ------------------ | ---------- | ----- | ---- |
| 1    | 2      | Yevheniya Snihur   | Ucraina    | 12"90 | Q    |
| 2    | 6      | Lisa Urech         | Svizzera   | 13"03 | Q    |
| 3    | 3      | Joanna Kocielnik   | Polonia    | 13"25 | Q    |
| 4    | 5      | Eline Berings      | Belgio     | 13"27 |      |
| 5    | 4      | Marina Tomič       | Slovenia   | 13"28 |      |
| 6    | 7      | Miriam Cupáková    | Slovacchia | 13"35 |      |
| 7    | 8      | Dimitra Arachoviti | Cipro      | 13"61 |      |

#### Batteria 3
| Pos. | Corsia | Atleta              | Paese     | Tempo | Note                          |
| ---- | ------ | ------------------- | --------- | ----- | ----------------------------- |
| 1    | 7      | Derval O'Rourke     | Irlanda   | 12"88 | Q,                            |
| 2    | 3      | Carolin Nytra       | Germania  | 12"89 | Q                             |
| 3    | 4      | Olga Samylova       | Russia    | 13"06 | Q,                            |
| 4    | 2      | Lucie Škrobáková    | Rep. Ceca | 13"15 | q                             |
| 5    | 8      | Victoria Schreibeis | Austria   | 13"23 | q                             |
| 6    | 5      | Ana Torrijos        | Spagna    | 13"33 | Miglior prestazione personale |
| 7    | 6      | Clélia Reuse        | Svizzera  | 13"73 |                               |

#### Batteria 4
| Pos. | Corsia | Atleta                 | Paese ! Tempo | Note  |    |
| ---- | ------ | ---------------------- | ------------- | ----- | -- |
| 1    | 3      | Christina Vukicevic    | Norvegia      | 12"83 | Q, |
| 2    | 4      | Tatyana Dektyareva     | Russia        | 12"86 | Q  |
| 3    | 2      | Elisabeth Davin        | Belgio        | 13"12 | Q, |
| 4    | 8      | Cindy Roleder          | Germania      | 13"19 | q  |
| 5    | 6      | Katsiaryna Paplauskaya | Bielorussia   | 13"19 | q  |
| 6    | 7      | Sonata Tamošaitytė     | Lituania      | 13"31 |    |
| -    | 5      | Beate Schrott          | Austria       |       | SQ |

#### Sommario
| Pos. | Corsia | Atleta | Paese                  | Tempo       | Note  |                               |
| ---- | ------ | ------ | ---------------------- | ----------- | ----- | ----------------------------- |
| 1    | 4      | 3      | Christina Vukicevic    | Norvegia    | 12"83 | Q,                            |
| 2    | 4      | 4      | Tatyana Dektyareva     | Russia      | 12"86 | Q                             |
| 3    | 3      | 7      | Derval O'Rourke        | Irlanda     | 12"88 | Q,                            |
| 4    | 1      | 3      | Nevin Yanıt            | Turchia     | 12"89 | Q                             |
| 4    | 3      | 3      | Carolin Nytra          | Germania    | 12"89 | Q                             |
| 6    | 2      | 2      | Yevheniya Snihur       | Ucraina     | 12"90 | Q                             |
| 7    | 2      | 6      | Lisa Urech             | Svizzera    | 13"03 | Q                             |
| 8    | 3      | 4      | Olga Samylova          | Russia      | 13"06 | Q,                            |
| 9    | 4      | 2      | Elisabeth Davin        | Belgio      | 13"12 | Q,                            |
| 10   | 3      | 2      | Lucie Škrobáková       | Rep. Ceca   | 13"15 | q                             |
| 11   | 1      | 8      | Alina Talai            | Bielorussia | 13"17 | Q                             |
| 12   | 4      | 8      | Cindy Roleder          | Germania    | 13"19 | q                             |
| 12   | 4      | 6      | Katsiaryna Paplauskaya | Bielorussia | 13"19 | q                             |
| 14   | 3      | 8      | Victoria Schreibeis    | Austria     | 13"23 | q                             |
| 15   | 1      | 7      | Nadine Hildebrand      | Germania    | 13"25 | Q                             |
| 15   | 2      | 3      | Joanna Kocielnik       | Polonia     | 13"25 | Q                             |
| 17   | 2      | 5      | Eline Berings          | Belgio      | 13"27 |                               |
| 18   | 2      | 4      | Marina Tomič           | Slovenia    | 13"28 |                               |
| 19   | 1      | 2      | Anne Zagré             | Belgio      | 13"31 |                               |
| 19   | 4      | 7      | Sonata Tamošaitytė     | Lituania    | 13"31 |                               |
| 21   | 3      | 5      | Ana Torrijos           | Spagna      | 13"33 | Miglior prestazione personale |
| 22   | 2      | 7      | Miriam Cupáková        | Slovacchia  | 13"35 |                               |
| 23   | 1      | 6      | Irina Lenskiy          | Israele     | 13"41 |                               |
| 24   | 1      | 4      | Marzia Caravelli       | Italia      | 13"50 |                               |
| 25   | 2      | 8      | Dimitra Arachoviti     | Cipro       | 13"61 |                               |
| 26   | 3      | 6      | Clélia Reuse           | Svizzera    | 13"73 |                               |
| 27   | 1      | 5      | Jelena Jotanović       | Serbia      | 13"77 |                               |
| -    | 4      | 5      | Beate Schrott          | Austria     |       | SQ                            |

### Semifinali
Passano in finale i primi 2 in ogni semifinale (Q) e i 2 migliori tempi (q).